# Max Ostermayer
Max Ostermayer (* 20. November 1860 in Weilheim an der Teck; † 27. Mai 1942) war ein Kaufmann und Ehrenbürger der Stadt Emmerich am Rhein.

## Leben
Sein Beruf als Kaufmann und späterer Seniorchef der Firma „Lensing & van Gülpen“ führte ihn auf weltweiten Geschäftsreisen unter anderem nach Genf, Manchester, Moskau und Yokohama.
1909 wurde er Mitglied des Stadtrates und 1923 ehrenamtlicher Beigeordneter der Stadt Emmerich. Dort wirkte er maßgeblich an der Lösung sozialpolitischer Fragen in Emmerich mit, so unter anderem im „Ausschuss zur richtigen Verteilung der Lebensmittel“, dem er 1919 angehörte. Zudem ließ er für die Angestellten seiner Betriebe erste Wohnsiedlungen errichten.

## Ehrungen
1930 wurde ihm anlässlich seines 70. Geburtstages die Ehrenbürgerschaft verliehen.
| Personendaten    | Personendaten                                         |
| ---------------- | ----------------------------------------------------- |
| NAME             | Ostermayer, Max                                       |
| KURZBESCHREIBUNG | deutscher Kaufmann, Ehrenbürger von Emmerich am Rhein |
| GEBURTSDATUM     | 20. November 1860                                     |
| GEBURTSORT       | Weilheim an der Teck                                  |
| STERBEDATUM      | 27. Mai 1942                                          |